# Plus grandir
«Plus grandir» (с фр. — «Не взрослеть») — песня, написанная и исполненная французской певицей Милен Фармер. Была издана дважды: в качестве второго сингла из дебютного альбома Cendres de Lune в 1985 году, а позднее как сингл из концертного альбома En concert в 1990 году. Песня была тепло встречена критиками. Также они отметили видеоклип на песню, снятый Лораном Бутонна в формате короткометражного фильма.

## История
После неудачи сингла «On est tous des imbéciles» Милен решает не продолжать сотрудничество с композитором Жеромом Дааном и прекращает сотрудничество с лейблом RCA Records. После подписывает контракт с лейблом Polydor Records, где обязуется записать два альбома. Полностью самостоятельно Милен пишет песню «Plus grandir», которая была выпущена в 1985 году во Франции (на обратной стороне была помещена песня «Chloé»). Релиз сингла также состоялся в Канаде одновременно с синглом «We’ll Never Die». Несмотря на скромные продажи, лейбл дает зеленый свет Фармер и Бутонна на запись полноценного альбома.
Примерно через пять лет после выпуска оригинального сингла, Милен принимает решение выпустить песню как сингл во второй раз, теперь уже на концертном альбоме En concert. Сингл имел относительный успех у аудитории, за исключением ночных клубов, где песня добилась немалой популярности.

## Стихи и музыка
Песня посвящена темам, которые Фармер особенно затрагивали в то время: сложное детство, страх старения, вечные страдания, вопросы жизни и смерти. Бутонна в одном из интервью: «Когда мы слушаем песню, мы можем услышать отчетливо тему смерти, детства и потерю девственности. В то же время мы можем все это вынести за рамки смысла и проецировать все это совсем в другую сторону.» Французская писательница Эрван Шуберр заявила, что «„Plus grandir“ — это гимн отрицания старости, протеста против взросления и смерти». Лоран написал музыку, довольно нежную и чувствительную мелодию, которая практически не встречалась в поп-музыке того периода.

## Музыкальное видео

### Производство
Музыкальное видео на песню было снято Лораном Бутонна в формате CinemaScope по эскизам Милен Фармер. Видео длиной 7 минут и 34 секунды снималось в течение пяти дней: четыре — в павильоне в городе Стэн, а на пятый день проходили натурные — на городском кладбище Сен-Дени. Видео стоило около 300 тысяч франков, что делало его самым высокобюджетным клипом 1985 года. Бутонна удалось завлечь в проект инвесторов из компании Polygram, а также рекламодателя Стефана Сперри. В работе над видео принимали участие Жан-Пьер Совэр, монтажер Аньес Мушаль, художник по костюмам и декоратор Карин Сарфати (позже некоторые декорации были использованы в клипе на сингл «Ainsi soit je…»), а также Макс Готье, отец Милен, который помогал в подготовке декораций и реквизита. Рэмбо Колавски, который сыграл роль насильника, впоследствии принял участие в съёмках клипа на песню «Libertine».
Бутонна попытался зарегистрировать видеоклип как короткометражный фильм. Вследствие чего, «Plus grandir» был показан в кинотеатрах. Первый показ прошел в Париже 13 ноября 1985 года в кинотеатре Kinopanorama. Премьера на телевидении состоялась в программе на телеканале Platine 45 France 2.

### Сюжет
В начале видео мы видим молодую девушку на кладбище с коляской, которая подходит к собственной могиле. В следующее мгновение мы переносимся в старый дом, полный грязи и паутины, где эта девушка и живет. Она играется с куклой, метая её из стороны в сторону, а затем выкидывает её в воду. Девушка плачет, умоляет Деву Марию о том, чтобы не стареть и не умирать. Во сне к девушке врывается мужчина и насилует её, позже врываются монахини-карлицы и начинают её бить и гнобить. Не выдержав, девушка отрезает кукле руки-ноги, смотрится в зеркало и видит перед собой дряхлую старуху. Видео кончается там же, где и началось, на кладбище: девушка смотрит на могилу, кладет на неё цветы и уходит.

### Оценки
Журналистка Каролин Би высказался на тему видео так: «Переход от детства к юношеству включает в себя не только физические, но и психологические изменения […], новые обязанности, а также осознание сексуальности». Согласно ревью издания Instant-Mag сравнил ампутацию частей тела куклы с растлением и «кражей» детства. Биограф Бернард Вайлет усмотрел в видео отсылки к таким фильмам как «Дьяволы» Кена Расселла и «Психо» Альфреда Хичкока. Положительные отзывы о видео оставили такие издания как Charlie, OK и Salut.
Цензуре подвергся видеоклип на французском телевидении. Некоторые телеканалы транслировали ролик в сокращенном варианте с купюрами, а некоторые отказывались показывать его даже в ночное время. Несмотря на сложности, видео стало достаточно популярным среди телезрителей.

## Критика
Песня в большинстве была очень хорошо принята в свое время в средствах массовой информации. Microsillon отметили: «[это] безупречная композиция с музыкальной точки зрения, в купе с простой лирикой, словно свежий ветер». Издание Paroles заявили, что в этой песне Милен раскрылась как глубокая певица. Согласно Télé Poche пропела песню своим нежным голосом, словно молитву. В L’Evénement du jeudi заявили, что песня порочная и нездоровая, но довольно интересная и глубокая.

## Коммерческий успех
В 1985 году студийная версия песни не смогла подняться выше 50 строчки в национальном французском чарте. После переиздания сингла в 1990 году, ему удалось добраться до 35 пиковой строчки, и оставаться в Топ-50 в течение семи недель. Однако в декабре 2017 года вышло переиздание сингла на виниле, что помогло подняться песне на 19 позицию и оставаться в Топ-200 три недели.

## Живые выступления
После выхода сингла Фармер исполнила его на нескольких телевизионных программах: на «Ile de transe» (31 октября 1985, FR3; также была исполнена песня «Maman a tort»), на «Super Platine» (Antenne 2; также была исполнена «On est tous des imbéciles»), «Tapage nocturne» (27 декабря 1985, TF1), «Hit des Clubs» (Январь 1986, RTL), «L’Académie des 9» (14 января 1986, Antenne 2), «Citron Grenadine» (RTBF) и на «Azimuts» (FR3 Lorraine; также была исполнена «Chloé»).
«Plus grandir» исполнялась на концертах в рамках тура En concert второй по счету в трек-листе. Более вживую песня на концертах в других турах  не исполнялась.

## Список композиций[3][4]

### Оригинальная версия (1985)
- 7" single

| №  | Название       | Длительность |
| -- | -------------- | ------------ |
| 1. | «Plus grandir» | 4:03         |
| 2. | «Chloé»        | 2:30         |

- 12" maxi

| №  | Название              | Длительность |
| -- | --------------------- | ------------ |
| 1. | «Plus grandir» (maxi) | 6:00         |
| 2. | «Chloé»               | 2:30         |

- 7" single — Promo

| №  | Название       | Длительность |
| -- | -------------- | ------------ |
| 1. | «Plus grandir» | 4:03         |

### Live mix-версия (1990)
- 7" single

| №  | Название                   | Длительность |
| -- | -------------------------- | ------------ |
| 1. | «Plus grandir» (live mix)  | 4:10         |
| 2. | «Plus grandir» (mum's rap) | 4:10         |

- 12" maxi / 12" maxi — Picture disc

| №  | Название                             | Длительность |
| -- | ------------------------------------ | ------------ |
| 1. | «Plus grandir» (mother's live remix) | 6:25         |
| 2. | «Plus grandir» (mum's rap)           | 4:10         |
| 3. | «Plus grandir» (live mix)            | 4:50         |

- CD maxi

| №  | Название                             | Длительность |
| -- | ------------------------------------ | ------------ |
| 1. | «Plus grandir» (live mix)            | 4:50         |
| 2. | «Plus grandir» (mum's rap)           | 4:10         |
| 3. | «Plus grandir» (mother's live remix) | 6:25         |

- 12" maxi — Promo

| №  | Название                  | Длительность |
| -- | ------------------------- | ------------ |
| 1. | «Plus grandir» (live mix) | 4:50         |
| 2. | «Plus grandir» (live mix) | 4:50         |

- Digital download

| №  | Название                                 | Длительность |
| -- | ---------------------------------------- | ------------ |
| 1. | «Plus grandir» (Cendres de lune version) | 4:05         |
| 2. | «Plus grandir» (Le Mots version)         | 3:35         |
| 3. | «Plus grandir» (1989 live version)       | 4:50         |
| 4. | «Plus grandir» (mother's live remix)     | 6:26         |

## Официальные версии
| Версия              | Длина | Альбом                             | Ремикс            | Год  | Примечания |
| ------------------- | ----- | ---------------------------------- | ----------------- | ---- | --- |
| Album version       | 4:03  | Cendres de Lune                    | —                 | 1985 | |
| Single version      | 4:03  | —                                  | —                 | 1985 | Сингловая, не отличается от альбомной версии |
| Long version        | 6:00  | —                                  | Лоран Бутонна     | 1985 | Удлинённая версия доступна только на виниле |
| Music video         | 7:45  | Les Clips, Music Videos I          | —                 | 1985 | Не отличается от альбомной версии |
| Live mix            | 4:50  | En concert                         | Лоран Бутонна     | 1989 | Запись с живого выступления Милен на концерте |
| Mother’s live remix | 6:25  | Dance Remixes                      | Лоран Бутонна     | 1989 | Версия-диско-ремикс, записанная с Кароль Фредерикс, была популярна в ночных клубах и на дискотеках. Песня начинается с диалога Фармер и Фредерикс. Также на протяжении всей песни повторяется фраза Милен «Who’s my mother?». |
| Mum’s rap           | 4:15  | —                                  | Лоран Бутонна     | 1989 | Рэп-версия |
| Music video         | 4:50  | Les Clips Vol. III, Music Videos I | —                 | 1989 | Укороченная версия музыкального видео |
| Album version       | 3:35  | Les Mots                           | Laurent Boutonnat | 2001 | Немного заремиксованная альбомная версия, с более замедленным голосом Милен, в отличие от оригинала, заканчивается музыкальным проигрышем.                                                                                    |

## История релизов
| Дата          | Лейбл   | Регион         | Формат                  | Каталог   |
| ------------- | ------- | -------------- | ----------------------- | --------- |
| Сентябрь 1985 | Polydor | Франция Канада | 7" single               | 883 428-7 |
| Сентябрь 1985 | Polydor | Франция Канада | 12" maxi                | 883 428-1 |
| Сентябрь 1985 | Polydor | Канада         | 7" single               | ?         |
| Май 1990      | Polydor | Франция        | 12" maxi — Promo        | 2076      |
| Май 1990      | Polydor | Франция        | 7" single               | 877216-7  |
| Май 1990      | Polydor | Франция        | 12" maxi                | 877217-1  |
| Май 1990      | Polydor | Франция        | 12" maxi — Picture disc | 877331-1  |
| Май 1990      | Polydor | Франция        | CD maxi                 | 877217-2  |

## Чарты
| Чарт (1985)               | Пиковая позиция | Продажи (копии) |
| ------------------------- | --------------- | --------------- |
| French SNEP Singles Chart | -               | 80,000          |
| Чарт (1990)               | Пиковая позиция | Продажи (копии) |
| French SNEP Singles Chart | 35              | 60,000          |
| Чарт (2017)               | Пиковая позиция | Продажи (копии) |
| French SNEP Singles Chart | 19              | 2,000           |